# 伊藤安男
伊藤 安男（いとう やすお、1929年11月21日 - 2015年10月8日）は、日本の地理学者（歴史地理学）。

## 略歴
名古屋市熱田区生まれ。1952年立命館大学文学部地理学科卒業。1954年岐阜県立海津高等学校（現岐阜県立海津明誠高等学校）教諭、1969年岐阜県立大垣北高等学校教諭（地理）、1976年岐阜経済大学講師、1982年花園大学文学部史学科教授。1995年「治水思想の風土 近世から現代へ」で立命館大博士(文学)。2000年定年、花園大学名誉教授。岐阜地理学会会長。輪中研究で知られる。日本地理学会賞、地方文化功労者文部科学大臣表彰などを受けた。

## 著書
- 『治水思想の風土 近世から現代へ』（古今書院） 1994
- 『台風と高潮災害 伊勢湾台風』（古今書院、シリーズ繰り返す自然災害を知る・防ぐ） 2009
- 『洪水と人間 その相剋の歴史』（古今書院） 2010

## 共著編 著
- 『日本の歴史地理10 輪中 洪水と人間 その相剋の歴史』（青木伸好共著、学生社） 1979
- 『岐阜県地埋あるき』（今井春昭, 新谷一男, 岸本雅行, 杉山仁共著、大衆書房） 1986
- 『長良川をあるく』（編著、中央出版） 1991
- 『変容する輪中』（編著、古今書院） 1996
- 『地図で読む岐阜 飛山濃水の風土』（編著、古今書院） 1999

## 翻訳
- 『蘭人工師エッセル日本回想録』（十郎寿夫共訳、竜翔館 (三国町郷土資料館) 編、三国町） 1990

## 論文
- 伊藤安男